# Poljanovo (distrikt i Bulgarien, Chaskovo)
Poljanovo (bulgariska: Поляново) är ett distrikt i Bulgarien.   Det ligger i kommunen Obsjtina Charmanli och regionen Chaskovo, i den centrala delen av landet, 220 km öster om huvudstaden Sofia.
Trakten runt Poljanovo består till största delen av jordbruksmark. Runt Poljanovo är det ganska glesbefolkat, med 38 invånare per kvadratkilometer.